# مجله پرستاری بر پایه شواهد
پرستاری بر پایه شواهد (به انگلیسی: Evidence Based Nursing) یک مجله خدمات درمانی نقد همترازی با دسترسی آزاد در زمینه پرستاری بر پایه شواهد است. این مجله از سال ۱۹۹۸ به زبان انگلیسی و به صورت سه‌ماهنامه توسط کالج سلطنتی پرستاری (Royal College of Nursing) و بی‌ام‌جی گروپ (BMJ Group) منتشر می‌شود.